# Rudolf Müller (pilote)
 Rudolf Müller  (21 novembre 1920 – vraisemblablement décédé le 21 octobre 1943), était un as de l'aviation de la Deuxième guerre mondiale.

## Biographie
Rudolf « Rudi » Müller servait initialement dans un bataillon de transmission des armées, mais bifurqua à une école d'aviation au printemps 1940. Transféré de là en Roumanie, il passa ensuite sur le front du grand nord arctique à la 1./JG 77. Il remporta sa première victoire lors de sa toute première sortie opérationnelle le 12 septembre 1941 en abattant un I-16, en compagnie de l'as du moment Hugo Dahmer également victorieux. Müller en réalisa 7 autres avant la fin de l'année, puis descendit deux Hudson britanniques en février 1942 quand son unité migra à Stavanger. Réaffecté à Petsamo quand son unité devint 6./JG 5 à l'origine sous les ordres de l'Oberleutnant Horst Carganico, « Rudi » Müller va dès lors se faire un nom. Cela débuta avec un quintuplé réalisé le 23 avril en deux missions d'escorte de Ju 87 et Ju 88 partis attaquer des objectifs à Mourmansk. La machine Müller est lancée, accumulant les victoires multiples, confirmées par des cinémitrailleuses installées dans les deux ailes de son Bf 109. Le 17 juin 1942 et après 47 victoires, le jeune as se voit remettre la Ritterkreuz par le Generaloberst Hans-Jürgen Stumpff, le premier en tant que membre de la JG 5. À lui également l'honneur de remporter le 500e succès du II./JG 5, et début août, ses mécanos pouvaient peindre la 50e barre de victoire sur l'empennage de son appareil.
Le 21 août, Rudolf Müller est touché au visage et au bras gauche par des éclats de sa verrière brisée par des tirs ennemis lors d'une escorte de Bf 110,. Sans conséquence toutefois puisque en seulement trois jours de septembre, Müller compte pas moins de 14 adversaires : quatre Hurricane le 9 septembre, quatre P-40 le 15, et encore cinq P-40 et un P-39 le 27 septembre. Avec désormais un score dépassant les 80 victoires, le Feldwebel Müller caracole en tête des as de son escadre (chose rare pour un sous-officiers), la 6. Staffel comptant par ailleurs bon nombre d'as émérites, dont les deux Leutnant « Ritterkreuzträger » Heinrich Ehrler et Theodor Weissenberger. Le 4 avril 1943, il pose un Fieseler Fi 156 « Storch » près de l'Oberfeldwebel Albert Brunner, un de ses ailiers, descendu en territoire ennemi. Les spécificités du front Arctique (terrain sans relief monotone, météo souvent maussade) contraignaient souvent les pilotes (parfois à plusieurs reprises) à se perdre dans le no man's land, débouchant au mieux sur un sauvetage, une marche à pied forcée pour les plus téméraires, où la capture pour les moins chanceux. Müller lui, n'aura pas la chance de la première option.
Le 19 avril 1943, il s'envole avec cinq autres appareils de la 6./JG 5 pour une patrouille libre dans la région de Mourmansk. La Staffel se cogna à une force mixte de plus de trente P-39 et P-40 et plusieurs d'entre eux tombèrent sous les coups des as habituels. Apparemment victorieux lui aussi, Müller est cependant touché à son tour et doit se résoudre à poser son Bf 109G-2 « 3 jaune » train rentré sur le lac gelé Bolschoje. Ses ailiers perdirent sa trace au sol et pour cause, l'as avait déjà décampé pour affronter à pied la toundra enneigée. Intercepté par les Soviétiques quelques jours plus tard proche de la ligne de front, Müller fut capturé, mais la suite demeure obscure. D'aucuns suggèrent qu'il était encore en vie deux ans après la fin du conflit, mais l'hypothèse la plus probable serait qu'il aurait été tué en tentant de s'évader le 21 octobre 1943. L'as des as de la JG 5 du moment avec 94 victoires au compteur, se verra également nommé pour les feuilles de chêne.